# Transatlantic (gruppo musicale)
I Transatlantic sono un supergruppo rock progressivo statunitense formato nel 1999 dall'idea di Mike Portnoy (allora batterista dei Dream Theater) e da Neal Morse (allora cantante e tastierista degli Spock's Beard).

## Storia del gruppo

### Primi anni eSMPT:e(1999-2000)
Nei piani originali di Portnoy doveva far parte del progetto il chitarrista dei Fates Warning Jim Matheos che, a causa della sua indisponibilità, fu sostituito da Roine Stolt dei The Flower Kings che Morse aveva conosciuto anni prima durante un Progfest. A completare la formazione, nel ruolo di bassista, fu scelto Pete Trewavas dei Marillion, gruppo di cui Portnoy è da sempre un grande fan.
Il quartetto si incontra, per la prima volta, nel 1999 a New York per le registrazioni del primo album SMPT:e, nome dal duplice significato: è l'unione delle iniziali dei cognomi dei musicisti ed è anche il formato di comunicazione tra apparecchi di registrazione audio/video conosciuto con la sigla SMPTE. Fanno parte del disco cinque brani di cui il primo, All of the Above, è una suite di trenta minuti e l'ultimo, In Held (Twas) in I è una cover dei Procol Harum. L'album viene accolto molto positivamente da una parte della critica, tra cui AllMusic che lo definisce «tra la miglior musica rock progressivo mai scritta»; altri lo giudicano invece troppo deviante rispetto al genere musicale a cui appartiene. Viene pubblicata anche una versione limitata del disco contenente un secondo CD al cui interno sono incluse canzoni con missaggi diversi, versioni demo e jam session in studio.
A SMPT:e segue una serie di concerti negli Stati Uniti da cui vengono tratti un doppio CD e un VHS, intitolati entrambi Live in America.

### Bridge Across Forevere la pausa (2001-2002)
È del 2001 il secondo album in studio, Bridge Across Forever. L'album evidenzia ancora di più l'influenza progressive del gruppo che compone, in questo caso, un disco contenente solamente quattro brani di cui tre sono delle lunghe suite, sullo stile di quelle che si possono trovare negli album dei più famosi artisti del genere come Pink Floyd, Genesis, King Crimson o Yes. Anche in questo caso viene pubblicata anche una versione limitata contenente alcune reinterpretazioni di brani storici della musica rock e materiale registrato in studio durante le prove.
Il 17 ottobre 2002 Mike Portnoy annuncia lo scioglimento temporaneo del gruppo in seguito all'uscita di Neal Morse dalle scene musicali per motivi personali. Nonostante ciò, nel 2003 vengono pubblicati un doppio CD e un doppio DVD intitolati Live in Europe. Queste pubblicazioni contengono la registrazione di un concerto tenutosi nel 2001 nei Paesi Bassi durante il tour di supporto a Bridge Across Forever; a tale tour ha preso parte anche Daniel Gildenlöw dei Pain of Salvation come chitarrista, tastierista e corista di supporto. Nello stesso periodo Neal Morse ha pubblicato la raccolta The Transatlantic Demos, contenente alcune demo da lui composte durante gli anni novanta e presentate ai restanti componenti durante la creazione del supergruppo.

### The Whirlwind(2009-2011)
Dopo sei anni e mezzo di pausa, nel mese di aprile 2009 il gruppo annuncia di essere al lavoro per un nuovo album, la cui uscita sarebbe avvenuta per la fine dell'anno. L'album, intitolato The Whirlwind, è composto dall'omonimo brano, una suite della durata di 77 minuti divisa in dodici atti. Come già accaduto con i due album precedenti, anche The Whirlwind è stato pubblicato in edizione speciale, la quale comprende un CD aggiuntivo che racchiude otto brani (di cui quattro cover) e un DVD che racchiude il making of dell'album. Nel 2010 il gruppo si imbarca in un tour mondiale di promozione del disco (con nuovamente Daniel Gildenlöw come quinto musicista di supporto), che culmina nel concerto di Londra al Shepherd's Bush Empire, immortalato nell'album dal vivo e doppio DVD Whirld Tour 2010 - Live from Shepherd's Bush Empire, London.

### Kaleidoscope(2013-2014)
Verso la fine di marzo 2013, Neal Morse ha annunciato che il supergruppo è tornato in studio per lavorare al seguito di The Whirlwind. L'uscita del quarto album, intitolato Kaleidoscope, è avvenuta nel gennaio 2014. Composto da cinque brani, tra cui due suite moderne, l'album è stato anticipato dai video musicali dei brani Shine e Black as the Sky, i primi in assoluto nella loro carriera.
In seguito alla pubblicazione dell'album, i Transatlantic si sono imbarcati per la prima volta in un tour mondiale, esibendosi anche all'E-Werk di Colonia e al Poppodium 013 di Tilburg, date immortalate nel quinto album dal vivo del gruppo, intitolato Kaliveoscope e distribuito il 27 ottobre 2014 dalla Radiant Records negli Stati Uniti d'America e dalla Inside Out Music in Europa.

### The Absolute Universe(2019-2021)
Nell'autunno 2019 i Transatlantic hanno annunciato di essere al lavoro sul quinto album in studio, cominciando la pre-produzione a Varnhem, in Svezia. A differenza di quanto operato in passato, il quartetto ha realizzato materiale sufficiente per due dischi, portando Morse e Trewavas a proporre a Portnoy e Stolt di ridurre il lavoro a un singolo disco e, dopo alcune discussioni riguardo a cosa scartare e cosa mantenere, è stata concordata la realizzazione di due versioni distinte del concept.
Intitolato The Absolute Universe, il disco è stato pubblicato il 5 febbraio 2021 in due edizioni differenti: The Absolute Universe: Forevermore (Extended Version) e The Absolute Universe: The Breath of Life (Abridged Version). A dispetto dei sottotitoli, Portnoy ha puntualizzato come le due versioni differiscono in alcuni punti tra i testi, la scelta dei titoli per alcuni brani e gli arrangiamenti.

## Formazione
Attuale
- Neal Morse – voce, tastiera, chitarra acustica (1999-2002, 2009-presente)
- Roine Stolt – chitarra elettrica, voce (1999-2002, 2009-presente)
- Pete Trewavas – basso, voce (1999-2002, 2009-presente)
- Mike Portnoy – batteria, voce (1999-2002, 2009-presente)

Turnisti
- Daniel Gildenlöw – chitarra, tastiera, percussioni, voce (2001-2002, 2009-2011)
- Ted Leonard – chitarra, tastiera, percussioni, voce (2014)

## Discografia

### Album in studio
- 2000 – SMPT:e
- 2001 – Bridge Across Forever
- 2009 – The Whirlwind
- 2014 – Kaleidoscope
- 2021 – The Absolute Universe

### Album dal vivo
- 2001 – Live in America
- 2003 – Live in Europe
- 2010 – Whirld Tour 2010 - Live from Shepherd's Bush Empire, London
- 2011 – More Never Is Enough - Live @ Manchester and Tilburg 2010
- 2014 – Kaliveoscope
- 2023 – The Final Flight: Live at L'Olympia
- 2024 – Morsefest 2022: The Absolute Whirlwind

## Videografia

### Album video
- 2001 – Live in America
- 2002 – Building the Bridge - The Making of Bridge Across Forever
- 2003 – Live in Europe
- 2010 – Whirld Tour 2010 - Live from Shepherd's Bush Empire, London
- 2011 – More Never Is Enough - Live @ Manchester and Tilburg 2010
- 2014 – Kaliveoscope

### Video musicali
- 2013 – Shine
- 2014 – Black as the Sky
- 2020 – Overture/Reaching for the Sky